# 諾曼納鎮區 (北達科他州卡斯縣)
諾曼納鎮區（英語：Normanna Township）是位於美國北達科他州卡斯縣的一個鎮區。

## 地方資料
諾曼納鎮區的面積為89.29平方千米，皆為陸地。根據2020年美國人口普查的數據，當地共有人口355人，而人口密度為每平方千米3.98人。